# A Dinastia da Espada
Chin gei bin 2: Fa tou tai kam (bra/prt: A Dinastia da Espada) é um filme de Hong Kong de 2004, dos gêneros ação, comédia e aventura, dirigido por Patrick Leung e Corey Yuen.

## Sinopse
O filme relembra a lenda das amazonas, que escravizavam os homens. Trata, em especial, de uma espada que enpunhada pelo escolhido, lideraria uma batalha em nome da liberdade e igualdade para todos.

## Elenco
- Charlene Choi ...  13º jovem mestre
- Gillian Chung ...  Blue Bird
- Donnie Yen ...  general Lone
- Jaycee Chan ...  Charcoal Head
- Edison Chen ...  Peachy
- Tony Leung Ka Fai ...  Master Blackwood
- Ying Qu ...  rainha
- Daniel Wu ...  Wei Liao
- Jackie Chan ...  senhor das armas
- Fan  Bingbing...  Red Vulture

## Principais prêmios e indicações
Hong Kong Film Awards 2005
- Indicado nas categorias de Melhor Ação Coreografada, Melhor Figurino e Maquiagem, Melhor Ator Novato (Jaycee Chan) e Melhores Efeitos Visuais.[carece de fontes?]